# Clytellus benguetanus
Clytellus benguetanus är en skalbaggsart som beskrevs av Schultze 1920. Clytellus benguetanus ingår i släktet Clytellus och familjen långhorningar.
Artens utbredningsområde är Filippinerna. Inga underarter finns listade i Catalogue of Life.